# Ministeri d'Afers Interns i Comunicacions del Japó
El Ministeri d'Afers Interns i Comunicacions del Japó (総務省 Sōmu-shō) és un ministeri del govern del Japó. Abans del 2004 el seu nom va ser Ministeri de Gestió Pública, Afers Interns, Correus i Telecomunicacions. La seua seu es troba al segón edifici de l'Oficina Comuna Central del Govern, a Kasumigaseki, Chiyoda, Tòquio (Japó).
El ministeri supervisa el sistema administratiu japonés, gestiona els governs locals, eleccions, telecomunicacions, correus i estadístiques del govern.
El Ministre d'Afers Interns i Comunicacions (総務大臣 Sōmu Daijin) és nomenat entre els membres del gabinet.

## Història
El ministeri fou creat el 21 de gener de 2001 per la unió del Ministeri d'Afers Interns (自治省) i el Ministeri de Correus i Telecomunicacions (郵政省) així com també l'Agència de Coordinació i Gestió (総務庁). Certes funcions de l'Agència van ser transferides a l'Oficina del Gabinet en el procés i també moltes funcions del Ministeri de Correus i Telecomunicacions van ser transferides a l'Agència de Servicis Postals, que més tard esdevindria Japan Post.

## Llista de ministres
| #                                                                                        | Nom | Nom                 | Inici mandat           | Fi mandat              | Partit polític | Partit polític             | Primer Ministre | Primer Ministre                |
| ---------------------------------------------------------------------------------------- | --- | ------------------- | ---------------------- | ---------------------- | -------------- | -------------------------- | --------------- | ------------------------------ |
| Ministre per a la Gestío Pública, Afers Interns, Correus i Telecomunicacions (2001-2003) |     |                     |                        |                        |                |                            |                 |                                |
| 1                                                                                        |     | Toranosuke Katayama | 6 de gener de 2001     | 22 de setembre de 2003 |                | Partit Liberal Democràtic  |                 | Yoshirō Mori Junichiro Koizumi |
| 2                                                                                        |     | Tarō Asō            | 22 de setembre de 2003 | 31 d'octubre de 2005   |                | Partit Liberal Democràtic  |                 | Junichiro Koizumi              |
| Ministre d'Afers Interns i Comunicacions (2005-2019)                                     |     |                     |                        |                        |                |                            |                 |                                |
| 3                                                                                        |     | Heizō Takenaka      | 31 d'octubre de 2005   | 26 de setembre de 2006 |                | Partit Liberal Democràtic  |                 | Junichiro Koizumi              |
| 4                                                                                        |     | Yoshihide Suga      | 26 de setembre de 2006 | 27 d'agost de 2007     |                | Partit Liberal Democràtic  |                 | Shinzo Abe                     |
| 5                                                                                        |     | Hiroya Masuda       | 27 d'agost de 2007     | 24 de setembre de 2008 |                | Partit Liberal Democràtic  |                 | Shinzo Abe Yasuo Fukuda        |
| 6                                                                                        |     | Kunio Hatoyama      | 24 de setembre de 2008 | 12 de juny de 2009     |                | Partit Liberal Democràtic  |                 | Tarō Asō                       |
| 7                                                                                        |     | Tsutomu Satō        | 12 de juny de 2009     | 16 de setembre de 2009 |                | Partit Liberal Democràtic  |                 | Tarō Asō                       |
| 8                                                                                        |     | Kazuhiro Haraguchi  | 16 de setembre de 2009 | 17 de setembre de 2010 |                | Partit Democràtic del Japó |                 | Yukio Hatoyama Naoto Kan       |
| 9                                                                                        |     | Yoshihiro Katayama  | 17 de setembre de 2010 | 2 de setembre de 2011  |                | Partit Democràtic del Japó |                 | Naoto Kan                      |
| 10                                                                                       |     | Tatsuo Kawabata     | 2 de setembre de 2011  | 1 d'octubre de 2012    |                | Partit Democràtic del Japó |                 | Yoshihiko Noda                 |
| 11                                                                                       |     | Shinji Tarutoko     | 1 d'octubre de 2012    | 26 de desembre de 2012 |                | Partit Democràtic del Japó |                 | Yoshihiko Noda                 |
| 12                                                                                       |     | Yoshitaka Shindō    | 26 de desembre de 2012 | 3 de setembre de 2014  |                | Partit Liberal Democràtic  |                 | Shinzo Abe                     |
| 13                                                                                       |     | Sanae Takaichi      | 3 de setembre de 2014  | 3 d'agost de 2017      |                | Partit Liberal Democràtic  |                 | Shinzo Abe                     |
| 14                                                                                       |     | Seiko Noda          | 3 d'agost de 2017      | 2 d'octubre de 2018    |                | Partit Liberal Democràtic  |                 | Shinzo Abe                     |
| 15                                                                                       |     | Masatoshi Ishida    | 2 d'octubre de 2018    | 11 de setembre de 2019 |                | Partit Liberal Democràtic  |                 | Shinzo Abe                     |
| (13)                                                                                     |     | Sanae Takaichi      | 11 de setembre de 2019 | Present                |                | Partit Liberal Democràtic  |                 | Shinzō Abe                     |
| Reference: http://www.soumu.go.jp/menu_sosiki/annai/soshiki/rekidai.html                 |     |                     |                        |                        |                |                            |                 |                                |